# El doble más quince
El doble más quince è un film del 2019 diretto da Mikel Rueda ed interpretato da Maribel Verdú, Germán Alcarazu e Mario Plágaro.

## Trama
Ana - donna di mezza età, sposata e madre di due figli che vive una crisi esistenziale - ed Eric - adolescente preoccupato per il suo futuro - si conoscono su una chat e, parlando e confidandosi a vicenda, cercano insieme di affrontare i numerosi problemi della loro vita.

## Produzione
Mikel Rueda ha scritto la sceneggiatura di El doble más quince mentre stava girando il cortometraggio Caminan nel 2016. Anche questo corto è interpretato da Maribel Verdú e Germán Alcarazu, che interpretano gli stessi personaggi di Ana ed Eric. Rueda ha diretto il film El doble más quince nel 2019 utilizzando il cast che aveva precedentemente diretto in Caminan.
Le riprese del film sono iniziate il 18 giugno 2018 e si sono concluse il 15 ottobre dello stesso anno. Si sono svolte nella città di Bilbao, nella provincia basca di Vizcaya.

## Distribuzione
Il film è stato presentato al 22º Festival de Málaga nel marzo 2019. La pellicola è stata anche proiettata nella sezione Zinemira del 67º Festival internazionale del cinema di San Sebastián il 24 e 25 settembre 2019.
Il film è stato distribuito nei cinema spagnoli il 28 febbraio 2020 dalla Filmax e Castelao Pictures.

## Accoglienza

### Incassi
Il film ha incassato ai botteghini di tutto il mondo 36.702 dollari.

## Riconoscimenti
- 2019 - Festival de Málaga
  - Nomination Miglior film spagnolo
- 2019 - Semana Internacional de Cine de Valladolid
  - Nomination Dunia Ayaso Award